# Rosie (Rosé)
Rosie è il primo album in studio della cantautrice neozelandese-sudcoreana Rosé, pubblicato il 6 dicembre 2024 dalla Black Label e Atlantic.
È stato candidato per il Music Award Japan al miglior album.

## Antefatti e pubblicazione
Nel dicembre 2023, la YG Entertainment ha rivelato che, sebbene Rosé, insieme agli altri membri delle Blackpink, avesse rinnovato i contratti per le attività di gruppo, non aveva firmato con l'agenzia per le sue attività individuali. Il 17 giugno 2024, il principale produttore delle Blackpink, Teddy, ha svelato che la The Black Label, una società affiliata della YG Entertainment, era in trattative con Rosé per un contratto esclusivo; il giorno successivo, è stato confermato che aveva firmato un contratto di gestione con l'etichetta. Il 26 settembre successivo, Rosé ha rivelato di aver firmato anche un contratto con l'etichetta Atlantic Records e che nuova musica sarebbe stata pubblicata nei mesi successivi.

## Concezione e titolo
Composto da 12 tracce, Rosie è stato descritto come «un’esplosione di onestà» da parte della cantante, mettendo in luce Rosé come coautrice dell'intero album. Spiegando il titolo dell’album, Rosé ha rivelato di aver scelto Rosie, un soprannome derivato dal suo nome di battesimo, Roseanne, che permette a «familiari e amici di chiamarla così», per esprimere il suo desiderio che gli ascoltatori si sentano più vicini a lei. Ha inoltre condiviso che il disco è stato concepito come un «piccolo diario personale» dopo essersi ritrovata in una sessione di registrazione a Los Angeles, subito dopo la fine del Born Pink World Tour delle Blackpink. L'album è stato quindi sviluppato in settimane e mesi di viaggi nella città, portando a un anno di scrittura di canzoni e incontri con nuovi produttori, mentre si sentiva ancora «confusa e persa».
In un'intervista con Paper, Rosé ha rivelato che Rosie tratta tematicamente dei suoi «terribili 20 anni» e delle sue speranze di far comprendere alle persone chi sia veramente, affermando: «Sono pronta a essere un po' più vulnerabile, aperta e onesta, affinché le persone non mi fraintendano e mi accettino per quella che sono». In un'intervista con I-D, l'album è stato descritto come una raccolta di 12 tracce pop rifinite che spaziano da R&B in stile anni 90 a lucido synthpop e ballate emozionanti. In tutto l'album, Rosé esplora l’eccitazione e il dolore dei suoi primi 20 anni di vita, mettendo in mostra la sua abilità nel catturare le complessità delle emozioni giovanili.

## Accoglienza
| Recensione      | Giudizio |
| --------------- | -------- |
| AllMusic        |          |
| Clash           | 8/10     |
| Financial Times |          |
| NME             |          |
| Pitchfork       | 5.5/10   |
| Riff Magazine   | 8/10     |
| Rolling Stone   |          |

Rosie ha ottenuto recensioni miste da parte della critica specializzata. Su Metacritic, sito che assegna un punteggio normalizzato su 100 in base a critiche selezionate, l'album ha ottenuto un punteggio medio di 69 basato su quattro recensioni. In una recensione per Clash, Robin Murray ha descritto positivamente Rosie come un «trionfo solista» e ha osservato che il disco è pieno di «vette pop imponenti» che consolidano la posizione di Rosé come icona pop globale. Eleanor Carr di Renowned for Sound ha scritto allo stesso modo che i brani dell'album sono «sufficientemente validi da reggere il confronto con il miglior pop uscito quest'anno». Maura Johnston di Rolling Stone ha elogiato l'album per la sua capacità di mettere in mostra il solido talento di Rosé come cantautrice, la sua versatilità pop e la sua abilità di trasformare un'onestà disarmante in canzoni affascinanti che offrono un'esperienza di ascolto coinvolgente. Crystal Bell di NME ha elogiato allo stesso modo l'impegno dell'album nel rappresentare autenticamente l'essenza di Rosé, ritenendo che l'approccio essenziale fosse una mossa audace che scambia «la grandiosità del K-pop con una scrittura intima e una sincerità emotiva». Bell ha inoltre sottolineato la versatile performance vocale di Rosé in tutto il disco.
Scrivendo per Billboard, Jason Lipshutz ha commentato che l'album è un «ritratto attentamente studiato delle complicazioni relazionali e delle complessità personali», osservando che la raccolta «riesce in modo impressionante a trovare un equilibrio tra intimità e pop pronto per le arene». Mentre Jeff Benjamin ha descritto Rosie come «un mosaico del caos disordinato e bellissimo che definisce i vent'anni», offrendo uno sguardo più profondo e intimo sui pensieri di Rosé rispetto alle sue produzioni K-pop. Ha elogiato l'album per aver permesso ai fan di entrare nelle «sessioni di sfogo e nei momenti di terapia musicale di Rosé». Secondo P. Claire Dodson, Sara Delgado, Donya Momenian e Aiyana Ishmael di Teen Vogue, Rosie è un «album catartico», in cui Rosé parla delle sue paure senza timore. Stephanee Wang di Paper ha riassunto il disco come un «album pop con la P maiuscola, con sfumature di narrazione intima in stile Swift e ritornelli catartici e trascinanti, in cui Rosé dipinge la storia di un amore finito male».
Christina Jaleru dell'agenzia Associated Press ha definito il disco come «un ottovolante emotivo facile con cui empatizzare», descrivendolo come «sincero, ma leggermente sonnolento». Ha anche notato che il materiale solista di Rosé è sonoramente diverso da quello della sua band, definendo le tracce di Rosie come appartenenti a «un'abitante di caffetterie con una passione per i drammi romantici», in contrasto con l'energia elettropop delle Blackpink. Il critico musicale sudcoreano Kim Do-heon ha notato che, sebbene l'album segua la popolare «formula delle recenti cantautrici come Taylor Swift, Olivia Rodrigo e Sabrina Carpenter», manca dell'identità unica di Rosé. Mark Richardson del The Wall Street Journal ha osservato in modo simile la versatilità vocale di Rosé nell'album, affermando che «si assesta in un'affermata panoramica dei principali stili pop», citando le influenze musicali di Rihanna, Taylor Swift, Billie Eilish e SZA; tuttavia, ha ulteriormente commentato che, sebbene non ci fossero difetti nella produzione musicale, risultava difficile percepire l'identità di Rosé attraverso l'album. Ludovic Hunter-Tilney del Financial Times ha affermato che «sono canzoni decenti, ma il loro carattere generico sminuisce l'idea di presentarci la vera Rosé». Una recensione negativa di Alex Ramos per Pitchfork ha ribadito le critiche riguardo alla mancanza di identità dell'album, commentando inoltre i suoi «riferimenti al pop datati».

## Tracce
1. Number One Girl – 3:36 (Roseanne Park, Amy Allen, Peter Hernandez, Dernst Emile II, Carter Lang, Dylan Wiggins, Omer Fedi)
2. 3AM – 2:34 (Roseanne 
Park, Amy Allen, Douglas Ford, Mark Williams, Raul Cubina, Jacob Weinberg)
3. Two Years – 2:47 (Roseanne Park, Michael Pollack, Gregory Hein, Isaiah Tejada, Jordan K. Johnson, Stefan Johnson)
4. Toxic Till the End – 2:36 (Roseanne Park, Michael Pollack, Emily Schwartz, Evan Blair)
5. Drinks or Coffee – 2:13 (Roseanne 
Park, Amy Allen, Omer Fedi, Blake Slatkin, Carter Lang, Dylan Wiggins)
6. Apt. (con Bruno Mars) – 2:49 (Roseanne Park, Amy Allen, Christopher Brody Brown, Rogét Chahayed, Omer Fedi, Philip Lawrence, Peter Hernandez, Theron Thomas, Henry Walter, Michael Chapman, Nicholas Chinn)
7. Gameboy – 2:46 (Roseanne Park, Amy Allen, Gregory Hein, Douglas Ford, Mark Williams, Raul Cubina, Rob Bisel)
8. Stay a Little Longer – 4:06 (Roseanne Park, Sarah Aarons, Andrew Wells)
9. Not the Same – 3:04 (Roseanne Park, Amy Allen, Douglas Ford, Mark Williams, Raul Cubina, Rob Bisel)
10. Call It the End – 2:21 (Roseanne 
Park, Emily Schwartz, Elof Loelv, Michael Pollack, Griff Clawson)
11. Too Bad for Us – 3:56 (Roseanne Park, Jason Evigan, Wayne Hector, Gian Stone, Ben Fielding, Dean Ussher, Freddy Wexler)
12. Dance All Night – 3:34 (Roseanne 	
Park, Maureen MacDonald, Greg Kurstin)

Traccia bonus nell'edizione vinile e digitale limitata
1. Vampirehollie – 2:52 (Roseanne Park, Henry Walter, Omer Fedi, Amy Allen)

Note
- Tutte le tracce eccetto la sesta sono rese graficamente in minuscolo.

Campionamenti
- Apt. contiene un'interpolazione di Mickey, scritta da Michael Chapman e Nicholas Chinn ed eseguita da Toni Basil.[30]
- Too Bad for Us contiene un'interpolazione di Anchor, scritta da Ben Fielding e Dean Ussher ed eseguita dal gruppo Hillsong Worship.

## Formazione
Musicisti
- Rosé – voce
- Omer Fedi – chitarra, sintetizzatore (traccia 6)
- Bruno Mars – voce (traccia 6)
- Greg Kurstin – basso, tamburo, chitarra elettrica, percussioni, pianoforte (traccia 12)

Produzione
- Rosé – produzione esecutiva (eccetto traccia 6)
- Will Quennell – mastering (eccetto tracce 3, 5, 6, 8, 10 e 12)
- Șerban Ghenea – missaggio
- Bryce Bordone – assistenza al missaggio
- Jelli Dorman – assistenza tecnica vocale (traccia 1)
- Kuk Harrell – assistenza tecnica vocale, produzione vocale (traccia 1)
- Ben Hogarth – ingegneria del suono aggiuntiva (traccia 1), assistenza tecnica vocale (tracce 3 e 10)
- Bart Schoudel – assistenza tecnica vocale (tracce 3, 4 e 8)
- Chris Gehringer – mastering (tracce 3, 5, 6, 8, 10 e 12)
- Ojivolta – assistenza tecnica vocale (tracce 3 e 4), produzione vocale (traccia 8)
- Charles Moinz – ingegneria del suono (traccia 6)
- Julian Vasquez – ingegneria del suono (traccia 6)
- Alex Resoagli – assistenza all'ingegneria del suono (traccia 6)
- Robert Palma – assistenza all'ingegneria del suono (traccia 6)
- Greg Kurstin – ingegneria del suono (traccia 12)
- Julian Burg – ingegneria del suono (traccia 12)
- Matt Tuggle – ingegneria del suono (traccia 12)

## Classifiche

### Classifiche settimanali
| Classifica (2024-25) | Posizione massima |
| -------------------- | ----------------- |
| Argentina            | 7                 |
| Australia            | 2                 |
| Austria              | 8                 |
| Belgio (Fiandre)     | 15                |
| Belgio (Vallonia)    | 18                |
| Canada               | 4                 |
| Corea del Sud        | 2                 |
| Croazia              | 9                 |
| Finlandia            | 23                |
| Francia              | 16                |
| Germania             | 8                 |
| Giappone             | 3                 |
| Grecia               | 39                |
| Irlanda              | 26                |
| Italia               | 17                |
| Lituania             | 10                |
| Nigeria              | 75                |
| Norvegia             | 14                |
| Nuova Zelanda        | 3                 |
| Paesi Bassi          | 14                |
| Polonia              | 12                |
| Portogallo           | 20                |
| Regno Unito          | 4                 |
| Slovacchia           | 58                |
| Spagna               | 14                |
| Stati Uniti          | 3                 |
| Svezia               | 17                |
| Svizzera             | 8                 |

### Classifiche di fine anno
| Classifica (2024) | Posizione |
| ----------------- | --------- |
| Corea del Sud     | 50        |